# 伊万·亚兹宾舍克
伊万·亚兹宾舍克（1914年8月9日—1996年6月28日），克罗地亚男子足球运动员，司职后卫。他曾入选1948年夏季奥林匹克运动会南斯拉夫男子足球队名单，但并未上场参赛。